# Bouboule (bande dessinée)
Pour les articles homonymes, voir Bouboule.
Bouboule est une bande dessinée illustrée par Albert Chartier (1912-2004) et scénarisée par René-O. Boivin (1908-1959), alias Rob.
Originellement publiée dans le journal La Patrie, du 25 octobre 1936 au 21 mars 1937, il s'agit d'une des premières œuvres de Chartier, souvent reconnu comme un des pères de la bande dessinée québécoise,,.